# Solanum caripense
Тзимбало (Solanum caripense) — рослина родини пасльонових. Плоди зовні схожі на томати, вважаються їстівними.
Агротехніка така ж, як для томатів, перців, баклажанів. Тзимбало — дуже скороплідна й урожайна рослина. Насіння дуже дрібне, з гарною схожістю (навіть трилітнє має нормальну схожість). Культура стійка до фітофтори. Є більш врожайною за пепіно. Плоди зберігаються тривалий час.

## Поширення
Ареал включає Центральну Америку (Коста-Рика, Нікарагуа, Панама) й північний захід Південної Америки (Венесуела, Колумбія, Еквадор, Перу).